# André Dochy
André Eugène Dochy (Halluin, 12 marzo 1928 – Halluin, 31 ottobre 2011) è stato un sollevatore francese.

## Carriera
Fu campione francese juniores nel 1947 e nel 1948. Partecipò ai Giochi olimpici di Helsinki nel 1952 classificandosi al decimo posto e vincendo la medaglia di bronzo come campione europeo nella stessa manifestazione. Conquistò altri due terzi posti ai campionati europei del 1950 e 1951.